# Da Devoção ao Papa
Da Devoção ao Papa (Devotion to the Pope) é um livro escrito pelo Padre Frederick William Faber, da Inglaterra.
O livro foi publicado no Brasil inicialmente pela Editora Vozes, em 1950, com o Imprimatur do então Bispo de Petrópolis, Frei Lauro Ostermann O.F.M.
O Padre Frederick Faber busca expor o ensinamento do Papa como Vigário de Cristo e a tese da soberania temporal do Papa, além do seu primado espiritual sobre a igreja.
A edição atual encontra-se disponível pela Editora Cultor de Livros.

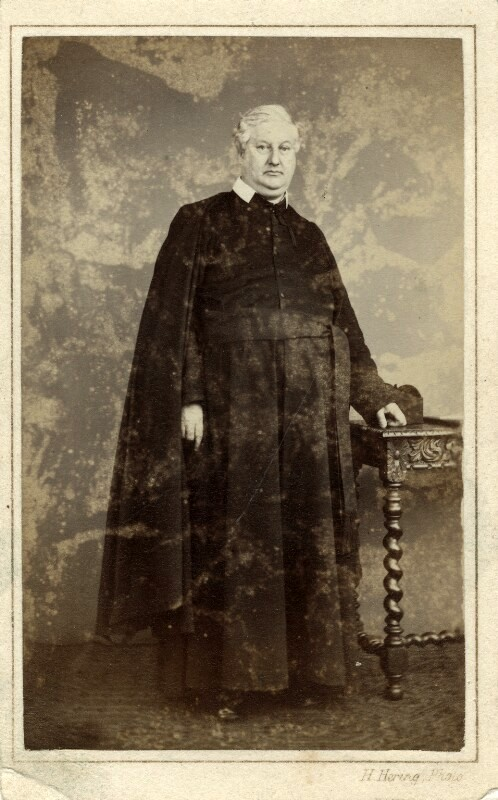
Pe. Frederick William Faber, cerca de 1860